# Płyta scytyjska
     1. Tarcza ukraińska
     2. Wyniesienie kowelskie
     3. Płyta wołyńsko-podolska
     4. Karpaty
     5. Platforma zachodnioeuropejska
     6. Zapadlisko dnieprowsko-donieckie
     7. Antekliza woroneska
     8. Doniecka struktura fałdowa
     9. Zapadlisko przyczarnomorskie
     10. Płyta scytyjska
     11. Krymska strefa fałdowa

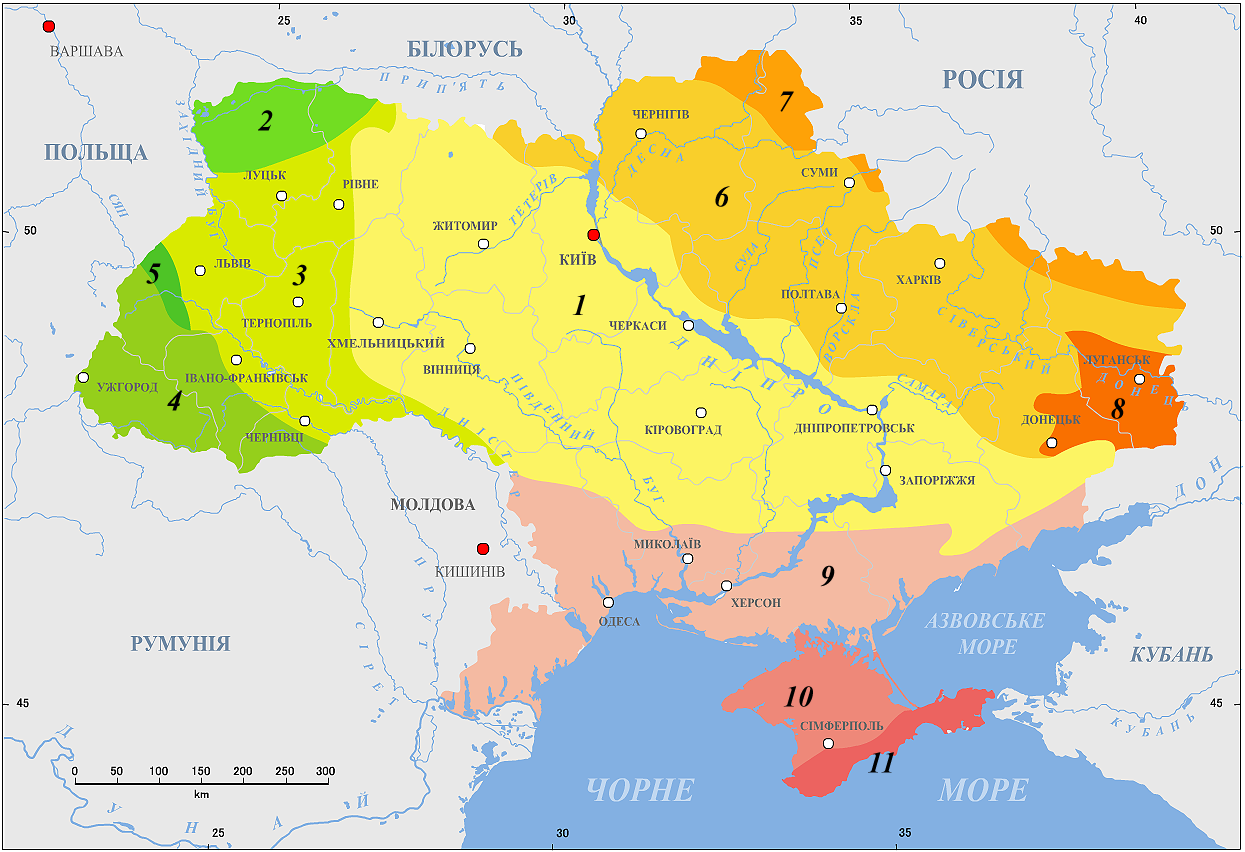
1. Tarcza ukraińska
Inne:
2. Wyniesienie kowelskie
3. Płyta wołyńsko-podolska
4. Karpaty
5. Platforma zachodnioeuropejska
6. Zapadlisko dnieprowsko-donieckie
7. Antekliza woroneska
8. Doniecka struktura fałdowa
9. Zapadlisko przyczarnomorskie
10. Płyta scytyjska
11. Krymska strefa fałdowa

Płyta scytyjska – jednostka geotektoniczna Europy, do końca XX wieku uważana za część platformy scytyjskiej.
Płyta scytyjska rozciąga się od północnej części Półwyspu Krymskiego po Morze Kaspijskie na wschodzie oraz Góry Krymskie i Kaukaz na południu.
Platformowe podłoże płyty jest wieku późnowaryscyjskiego. Skały osadowe płyty są pocięte intruzjami z mineralizacją polimetaliczną. Osady mają miąższość kilku tysięcy metrów.
Płyta scytyjska graniczy z pozostałą częścią platformy wschodnioeuropejskiej przez strefę nasunięć nachylonych ku południowi. Skały płyty scytyjskiej wzdłuż tej płyty są nasunięte na platformę prekambryjską nawet do 50 km na północ.

## Literatura
- Włodzimierz Mizerski, „Geologia regionalna kontynentów”, Warszawa 2004, ISBN 83-01-14339-8